# Casal Cermelli
Casal Cermelli (piemontiul: Casal Sirmé vagy Casasirmé) település Olaszországban, Piemont régióban, Alessandria megyében. Lakosainak száma 1192 fő (2023. január 1.). Casal Cermelli Bosco Marengo, Castellazzo Bormida, Frugarolo és Predosa községekkel határos.

## Népesség
A település népessége az elmúlt években az alábbi módon változott:
| Lakosok száma | 1250 | 1222 | 1192 |
|               | 2017 | 2018 | 2023 |